# Gabriel Toussaint Scellier
Gabriel Toussaint Scellier (* 1756; † 7. Mai 1795 in Paris) war einer der vier Vizepräsidenten des Revolutionstribunals  in der Zeit des „Großen Schreckens“ (Grande Terreur) während der Französischen Revolution.
Während des Ancien Régimes war er Rechtsanwalt in Noyon; 1790 wurde er Richter am Tribunal des Distrikts Compiègne. Mit dem Gesetz vom 22. Prairial, dem so genannten „Schreckensgesetz“, das die Grande Terreur einleitete, wurde er zu einem der Vizepräsidenten des Revolutionstribunals in Paris ernannt (10. Juni 1794).
Er übernahm am 9. Thermidor II, als im Laufe des Tages der Präsident des Revolutionstribunals René-François Dumas verhaftet wurde, eine von diesem geleitete Verhandlung und verurteilte eine Gruppe von Angeklagten, die unmittelbar darauf auf dem historischen „letzten Karren“ der Schreckensherrschaft zur Guillotine gefahren wurde. Am folgenden Tag hatte Scellier in seiner Funktion als Präsident des Revolutionstribunals die Identität des für vogelfrei erklärten Robespierre und der mit ihm Verhafteten (u. a. die von Dumas, der noch am Vortag der Vorgesetzte Scelliers gewesen war) zu klären. Er stellte Robespierre die Frage: „Bist du Maximilien Robespierre, fünfunddreißig Jahre alt, geboren in Arras, ehemals Deputierter des Nationalkonvents?“ Diese bloße Identitätsfeststellung durch das Gericht genügte, um noch am selben Tag Robespierre und viele seiner Parteigänger (u. a. Saint-Just, Couthon, Henriot, Fleuriot-Lescot) hinzurichten, womit die Terrorherrschaft endete. 
Scellier wurde im Zuge der Reaktion der Thermidorianer zusammen mit Fouquier-Tinville, dem Öffentlichen Ankläger des Revolutionstribunals, angeklagt, für sein Wirken während der Terreur verurteilt und am 18. Floréal III (7. Mai 1795) guillotiniert.